# Dioptrochasma homochroa
Dioptrochasma homochroa är en fjärilsart som beskrevs av Holland 1893. Dioptrochasma homochroa ingår i släktet Dioptrochasma och familjen mätare. Inga underarter finns listade i Catalogue of Life.